# Аве (префектура)
Префектура Аве́ (фр. Prefecture Avé) — одна із 8 префектур у складі регіону Приморського регіону Тоголезької Республіки. Адміністративний центр — місто Кеве.

## Населення
| 2000   | 2002   | 2003   | 2004   | 2005   | 2006   | 2010   |
| ------ | ------ | ------ | ------ | ------ | ------ | ------ |
| 82 000 | 85 000 | 87 000 | 89 000 | 91 000 | 93 000 | 97 830 |

## Склад
До складу префектури входить 7 кантонів та 1 комуна Кеве:
| № | Кантон        | Площа, км² | Населення, осіб (2010) | Центр   |
| - | ------------- | ---------- | ---------------------- | ------- |
| 1 | Акепе         | -          | -                      | Акепе   |
| 2 | Ассахун       | -          | -                      | Ассахун |
| 3 | Баджа         | -          | -                      | Баджа   |
| 4 | Дзоло         | -          | -                      | Дзоло   |
| 5 | Кеве (кантон) | -          | -                      | Кеве    |
| 6 | Кеве (комуна) | -          | 4 439                  | Кеве    |
| 7 | Непе          | -          | -                      | Непе    |
| 8 | Товеган       | -          | -                      | Товеган |